# ساجور
ساجور (بالعبريّة: סָג'וּר) هي قرية عربية تقع في منطقة الشاغور، وإداريًا في المنطقة الشمالية لإسرائيل. في عام 2017 بلغ عدد سكانها 4.1 آلاف نسمة، ووصل إلى 4,425 نسمة عام 2021. سكان القرية هم من الطائفة الدرزية. وتجاور القرية نحف، والمغار، والبعنة، ودير الاسد، وكرميئيل. وفي عام 1992 حصلت على مكانة مجلي محليّ. تبلغ مساحة القرية الحالية 3.57 كم2، وعام 2019 صُنّفت في العنقود الاجتماعي-الاقتصادي الرابع (من 10).

## تاريخ
يرجع تاريخها إلى حوالي الألف الثاني قبل الميلاد، وقد وجدت فيها آثار تدل على ذلك. استوطن فيها الدروز منذ القرن الحادي عشر وما زالوا فيها حتى اليوم. يعود تاريخها إلى عهود قديمة، فقد ذكر اسمها في وثائق مصرية قديمة، وهناك اعتقاد أنها مسكونة منذ القدم حيث وجد فيها آثار وبقايا تدل على أنها كانت مأهولة في العهد الكنعاني، كما وجدت فيها قبور صخرية، وآبار وأعمدة، تشير إلى وجود سكان فيها في عهد الهيكل الثاني. وتم العثور في عام 2002 على ثلاثة عشر موقعًا يعود تاريخها إلى العصور الرومانية البيزنطية.
في العصر الصليبي، كان ساجور تُعرف باسم ساور. في عام 1249 قام جون أليمان بنقل الأراضي، بما في ذلك المنازل الريفية في بيت جن وساجور ومجد الكروم ونحف إلى فرسان تيوتون. وفي عام 1322 عرض مارينو سانوتو الأكبر قرية ساجور أو سانور على خريطته، واسماها سيغوري.

### العصر العثماني
تم ذكر ساجور كقرية في سجل الضرائب العثمانية بين عام 1555 وعام 1556، وكانت تقع في ناحية عكا من لواء صفد. وتم تعيين الأرض كأرض ساهي، أي أرض تابعة للسلطان.
في عام 1875 أشار فيكتور جويرين إلى القرية بأنها «اليوم قرية صغيرة يسكنها الدروز، وتقع على تلة كانت مغطاة بالكامل بالمنازل. في الجزء السفلي، تُزرع بعض الحدائق بأشجار التين والزيتون والرمان والتوت».
في عام 1881 وصفها صندوق استكشاف فلسطين القرية بأنها: «قرية مبنية من الحجر، تحتوي على حوالي مائة من الدُروز، تقع القرية في السهل، مع الزيتون والأراضي الصالحة للزراعة، والمياه من الخزانات والينابيع القريبة».
أظهرت قائمة السكان من حوالي عام 1887 أنّ تعداد سكان ساجور وصل إلى 190 نسمة، وجميع السكان من الدروز.

### الإنتداب البريطاني
في تعداد فلسطين لعام 1922 الذي أجرته سلطات الإنتداب البريطاني، كان عدد سكان قرية ساجور حوالي 196 نسمة؛ كان منهم حوالي 176 من الموحدون الدروز، وحوالي سبعة عشر مُسلماً وثلاثة مسيحيين، وكان جميع المسيحيون من الأرثوذكس الشرقيين. وإزداد عدد السكان في تعداد 1931 إلى حوالي 254 شخص؛ كان منهم حوالي 141 من الموحدون الدروز، وحوالي 11 مسلمًا ومسيحيان، يسكنون في إجمالي 53 منزلًا.
في إحصاءات عام 1945 كان يعيش في ساجور حوالي 350 نسمة، كان منهم عشرة مُسلمين وحوالي 340 مصنفين على أنهم «آخرون» (أي موحدون دروز). يمتلكون ما مجموعه 8,172 دونم من الأراضي، في حين أن 64 دونماً كانت عامة. وتم استخدام أربعة دونمات لزراعة اللحمضيات والموز، وحوالي 1,380 في المزارع والأراضي القابلة للري، وحوالي 1,933 للحبوب، في حين تم بناء سبعة دونمات من الأراضي (الحضرية).

## ديموغرافيا
وفقًا لمكتب دائرة الإحصاء المركزية الإسرائيلية، فقد احتلت القرية مرتبة منخفضة (3 من أصل 10) في مؤشر الدولة الاجتماعي-الاقتصادي في ديسمبر عام 2001، وكان متوسط الراتب في تلك السنة 3,531 شاقلًا جديدًا في الشهر، في حين كان المتوسط الوطني 6,835 شاقلًا جديدًا. ارتفعت مكانة القرية إلى العنقود الاجتماعي-الاقتصادي الرابع مع حلول عام 2019، وبلغ معدل الرواتب الشهرية للموظفين في ذات العام 7,988 ش. (10,294 ش. للرجال و5,064 ش. للنساء). سكان القرية من الموحدين الدروز، وتضم القرية خلوة واحدة. ومن عائلاتها الدرزيَّة: غانم، وإبراهيم، وظاهر، وعويضة، وحسن، وحمود، وعبيد، ومصطفى وغيرها.

## معالم

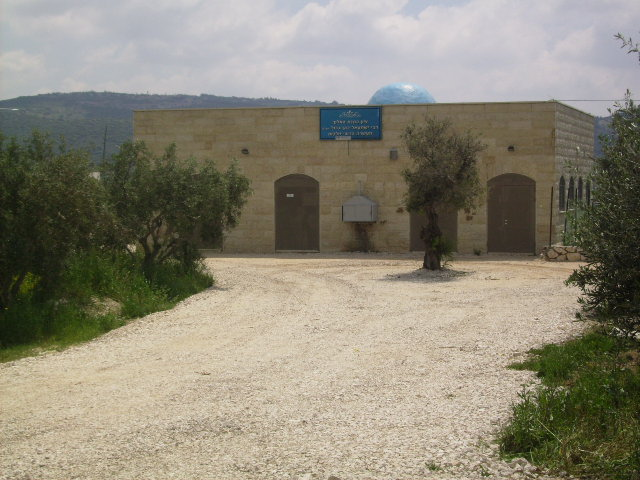
قبر إسماعيل بن إليشا ها-كوهين في ساجور.

وفقًا للتقاليد اليهودية، يقع قبر إسماعيل بن إليشا ها-كوهين وسيمون شيزوري في ساجور.

### أماكن مقدسة
- المباركة: هي شجرة طبية وارفة الظلال تقع في قلب قرية ساجور بجانب منزل السيد طلال حمد حسن. يعتقد أنها مقدّسة لأن أحد الأولياء الصالحين كان يعيش في ظلها قبل مئات السنين وكانت له كرامات فكان يشفي السكان من الأمراض ويساعدهم بالنصح والهداية والإرشاد.يقوم السكان اليوم برعاية المكان وإرواء الشجرة بالماء والاعتناء بها.
- قبر رجل دين يهودي يدعى «إسماعيل كوهين الكبير».

## مشاهير القرية
- أنجلينا فارس: متسابقة في ملكة جمال إسرائيل. ووصلت إلى نهائيات ملكة جمال إسرائيل 2007.[21] بعد التهديدات والضغوط التي فرضتها عليها القيادة الدرزية انسحبت أخيرًا من المسابقة وبعد ذلك من مدرستها الثانوية. وقُتلت شقيقتها جميلة «مايا فارس» في عام 2011، وكان المشتبه بهم أفراد من المجتمع الدرزي.[22]